# Parc national de l'Omo
Le parc national de l'Omo est l'un des neuf parcs nationaux d'Éthiopie. Il est situé au Sud-Ouest du pays dans la région des nations, nationalités et peuples du Sud, à 870 km d'Addis-Abeba. Le parc se trouve sur la rive ouest de la rivière Omo, sur la rive opposée du parc national de Mago.

## Géographie
Le parc couvre 4 322 km², et bien qu'une piste aérienne ait été récemment construite demeure l'un des lieux les plus reculés et des plus pittoresques d'Éthiopie. Il contient la basse vallée de l'Omo qui fait partie des sites du patrimoine mondial de l'UNESCO depuis 1980, après la découverte des fragments fossiles d'Homo Sapiens vieux de quelque 195 000 années.

## Population

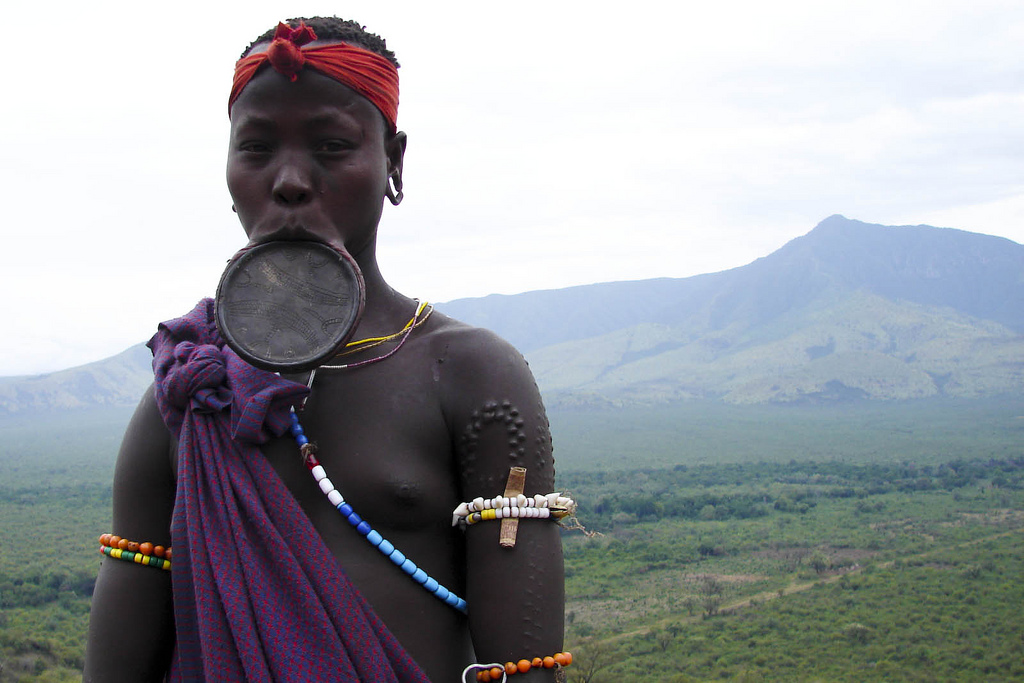
Femme mursi portant un plateau labial

Des populations nilotiques mursi, suri, nyangatom et dizi sont localisées dans la région mais sont actuellement menacées car elles se voient privées de l'accès à leurs terres traditionnelles à la suite de la délimitation des frontières du parc en 2005.